# Lex Iulia iudiciorum publicorum
Lex Iulia iudiciorum publicorum fu una legge romana emanata su proposta dell'imperatore Augusto nel 17 a.C. in parallelo alla contemporanea Lex Iulia iudiciorum privatorum, per riordinare la procedura delle quaestiones perpetuae, ovvero gli organi giurisdizionali giudicanti in materia penale.
La Lex Iulia iudiciorum publicorum ripartì le corti (in latino decuriae) giudicanti in quattro: una di senatori, una di cavalieri, una mista di senatori e cavalieri ed una di giudici per metà appartenenti al ceto equestre. L'età minima per i giudici fu abbassata dai trenta ai venticinque anni e fu stabilito, poiché nel passato molti senatori e cavalieri avevano rifiutato l'incarico di giudice, che ogni corte godesse a turno di un anno di vacanza e che i processi venissero sospesi nei mesi di novembre e di dicembre.
La Lex Iulia iudiciorum publicorum individuò anche un'ulteriore fattispecie di delitto rientrante nel crimen ambitus: si stabiliva infatti una pena pecuniaria la parte che si fosse recata dal giudice con l'implicito scopo di corromperlo o, in ogni caso, di influenzarne la serenità del giudizio.